# Corn (Oklahoma)
Corn es un pueblo ubicado en el condado de Washita en el estado estadounidense de Oklahoma. En el año 2010 tenía una población de 503 habitantes y una densidad poblacional de 558,89 personas por km².

## Geografía
Corn se encuentra ubicado en las coordenadas 35°22′42″N 98°47′0″O / 35.37833, -98.78333 (35.378269, -98.783200).

## Demografía
Según la Oficina del Censo en 2000 los ingresos medios por hogar en la localidad eran de $31,154 y los ingresos medios por familia eran $33,281. Los hombres tenían unos ingresos medios de $23,750 frente a los $18,750 para las mujeres. La renta per cápita para la localidad era de $15,632. Alrededor del 14.9% de la población estaban por debajo del umbral de pobreza.